# Руханият
Партия «Руханият» (каз. «Руханият» партиясы) — политическая партия, действовавшая в Казахстане с 1995 по 2013 год. Председателем партии являлся  Серик Султангалиев (с 9 февраля 2013 года). Партия была создана в 1995 году, перерегистрирована в органах юстиции 6 октября 2003 года. Численность партии составляла 72 000 человек. Филиалы партии действовали в областных центрах, городах Астана и Алма-Ата.
Прекратила существование в 2013 году. 

## История
Партия «Руханият» была основана в 1995 году Алтыншаш Джагановой, в 2003 году прошла перерегистрацию в органах юстиции.
По итогам выборов в Мажилис в 2004 году партия получила по партийному списку 0,44 % голосов и не прошла в Парламент страны.
На выборах в Мажилис в 2007 году партия получила 0,37 % голосов и не прошла в Парламент.
16 марта 2010 года на VII съезде партии новым председателем был избран вице-президент торгово-промышленной палаты Серикжан Мамбеталин, а Алтыншаш Джагановой было присвоено звание почётного основателя партии «Руханият». На данном съезде Мамбеталин представил новую политическую платформу партии под названием «Экология души», заявив:
Назрела необходимость создания новой политической силы, которая могла бы заниматься вопросами экологии. Кроме того, мы должны иметь своих представителей в парламенте, которые могли бы разрабатывать экологические законы по европейским стандартам. Это является главной задачей партии.

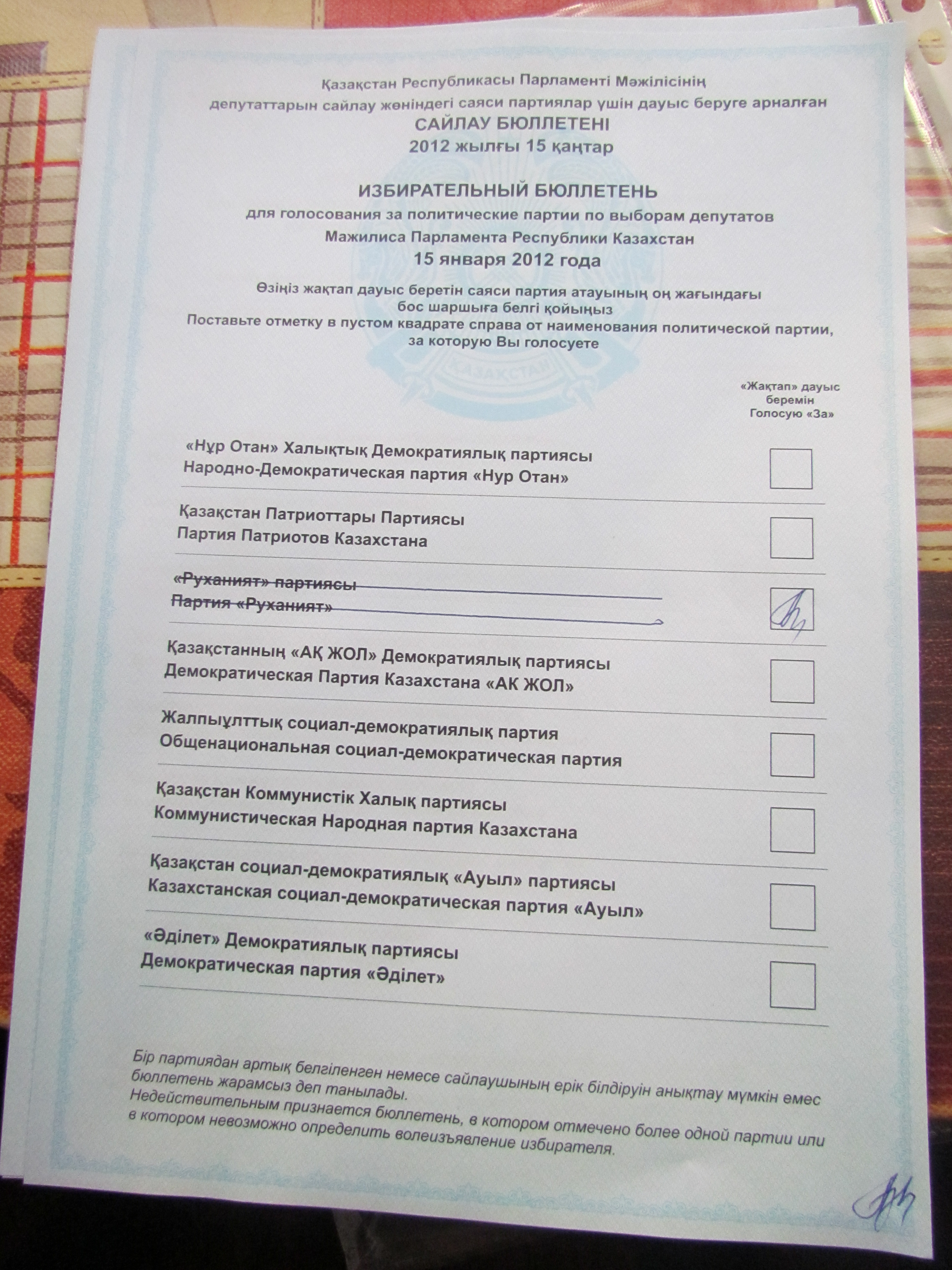
Избирательный бюллетень парламентских выборов 2012 года. Партия «Руханият» вычеркнута членом избирательной комиссии

В конце ноября на пресс-конференции партии «Руханият» было объявлено, что в партию вошли лидеры незарегистрированных партий «Халык рухы» и «Абырой» писатель, политический деятель, экс-депутат мажилиса Мухтар Шаханов, возглавивший партийный список «Руханията» на выборах в мажилис парламента 2012 года, и экс-сенатор Уалихан Кайсаров. 30 ноября на VIII съезде делегаты выбрали Шаханова духовным лидером партии, председатель партии Серикжан Мамбеталин также вошёл в список кандидатов. Уалихан Кайсаров в итоге баллотировался в депутаты от Демократической партии «Адилет». 13 декабря список партии «Руханият» был зарегистрирован в Центральной избирательной комиссии Казахстана. 28 декабря ЦИК Казахстана отменила регистрацию списка кандидатов партии «Руханият» на выборы в мажилис по обращению почётного председателя партии Алтыншаш Джагановой, которая обратилась в Генеральную прокуратуру с заявлением, указав, что съезд был проведён незаконно, на съезде присутствовали люди, не имеющие отношения к партии. В результате проверки, проведённой прокуратурой нарушения подтвердились:
В протоколе было указано участие 19 человек с фамилиями, именами и отчествами, проверка показала, что два лица из 19 не являются членами республиканского комитета партии. Факт своего участия на заседании республиканского комитета партии 25 ноября опровергли еще три человека, причем письменно.
В ответ на заявление Джагановой и отмену регистрации Серикжан Мамбеталин заявил, что Алтыншаш Джаганова исключена из партии «за потеряю связи с партией, за отрицание идеологии партии, за клевету на руководителей партии», и назвал решение о снятии партии с выборов «политическим заказом». Мухтар Шаханов также заявил, что Джаганова действовала по «указанию сверху», добавив, что власть боится только его, так как без его участия в предвыборной гонке «Руханият» набрал бы «наверное, 0,05 % голосов». 7 января 2012 года в Астане состоялся IX внеочередной съезд партии «Руханият», на котором Алтаншаш Джаганова была вновь избрана председателем партии, а Серикжан Мамбеталин освобождён от занимаемой должности и исключён из партии.
9 февраля 2013 года на внеочередном съезде председателем партии был избран генеральный директор АО «КазТрансГаз» Серик Султангалиев.
12 ноября 2013 года, партия объединилась с ДП «Адилет» в партию «Бирлик».

## Идеология
Социальной базой партии являлись работники сфер образования, здравоохранения, науки и культуры, предприниматели, оралманы, студенты и другие. Своими главными задачами партия видела охрану окружающей среды, решение социальных вопросов, развитие высоконравственного и духовно богатого общества. В 2010 году партия подала заявку на вступление в Европейскую партию зеленых.
Заявленными целями партии являлись:
- охрана окружающей среды, пропаганда здорового образа жизни, гендерное равенство, молодёжная политика, помощь в интеграции оралманов, вопросы государственного языка, морали и духовности.
- укрепление государственности посредством использования духовного потенциала нации на основе её исторического наследия, особенностей, национальных ресурсов;
- обеспечение достойного образа жизни людей, включая социальные гарантии прав человека на труд, бесплатное образование, здравоохранение, отдых, пользование достижениями культуры, полноценное духовное и физическое развитие;
- формирование государственно-патриотического мировоззрения сограждан на основе национальной гордости и достоинства, патриотизма, высокой нравственности и духовности;
- защита интересов и прав деятелей науки, культуры и просвещения, студенчества и учащейся молодёжи[21]

На парламентские выборы 2007 года партия «Руханият» шла с лозунгами: «Политическая стабильность! Духовное возрождение! Социальная справедливость!».

## Символика
Партия имела свою символику — флаг и эмблему. Партийный флаг — полотнище (соотношение ширины к длине 1:2), которое состоит из двух равных полос по краям голубого цвета, и в центре — полосы белого цвета. В центре изображено солнце с исходящими от него лучами. На фоне солнца изображен в голубом цвете крылатый конь Пегас. В центре флага сверху надпись «РУХАНИЯТ» ПАРТИЯСЫ, снизу ПАРТИЯ «РУХАНИЯТ».
Эмблемой Партии являлось изображение круга, сверху которого надпись «РУХАНИЯТ» ПАРТИЯСЫ, снизу ПАРТИЯ «РУХАНИЯТ». В центре круга — солнце, с исходящими лучами. На фоне солнца изображен крылатый конь Пегас.

## Председатели партии
- 1995 — март 2010 — Джаганова Алтыншаш Каиржановна
- Март 2010 — январь 2012 — Мамбеталин Серикжан Есенгосович
- Январь 2012 — февраль 2013 — Джаганова Алтыншаш Каиржановна
- С февраля по ноябрь 2013 года — Султангалиев Серик Султангалиевич